# VANOS
Il VANOS è un sistema di variazione della fase della distribuzione su motori a combustione interna, brevettato e prodotto dalla casa automobilistica tedesca BMW a partire dal 1992.

## Descrizione

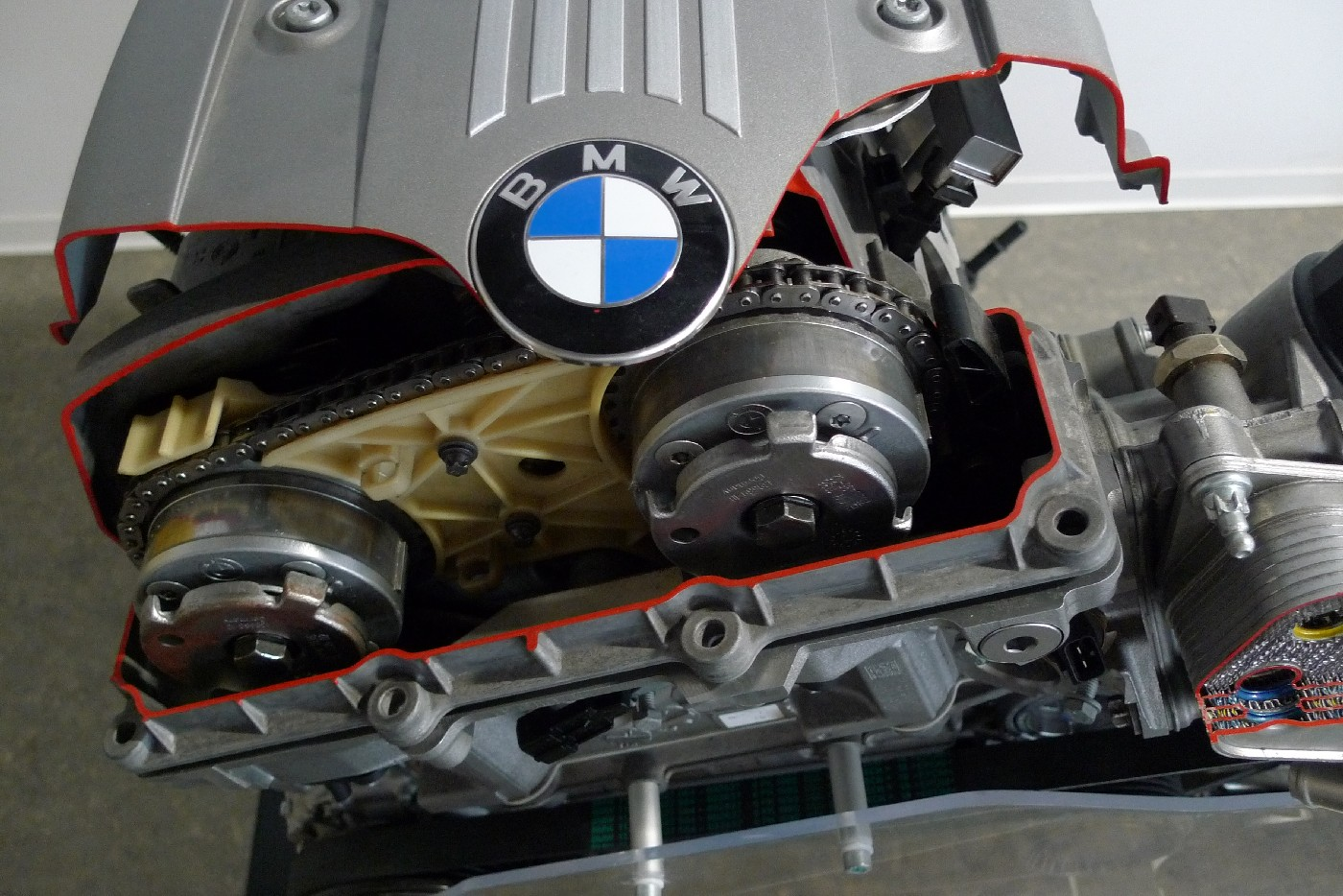
Dettaglio del sistema VANOS di un motore BMW N52

Il nome VANOS è l'acronimo dell'espressione tedesca Variable Nockenwellensteuerung, che in italiano significa Fasatura Variabile dell'albero a camme.
È un meccanismo di tipo idro-meccanico che consiste praticamente nel variare l'angolo di rotazione dell'albero a camme rispetto alla posizione fissa dell'albero a gomiti, in funzione del numero di giri del motore e della posizione del pedale dell'acceleratore. Ciò comporta un minore o maggiore ritardo nell'apertura delle valvole interessate.
Il sistema VANOS è stato introdotto quando la BMW già aveva posto in commercio i primi motori con distribuzione a due assi a camme in testa, per cui i sistemi VANOS sono riscontrabili solo su motori BMW con tali caratteristiche, oppure nelle joint venture della stessa BMW con altre case automobilistiche come nel caso, ad esempio, del motore Prince sviluppato con il gruppo francese PSA.
Esistono due configurazioni del sistema VANOS, denominate singolo VANOS o doppio VANOS.

### Singolo VANOS

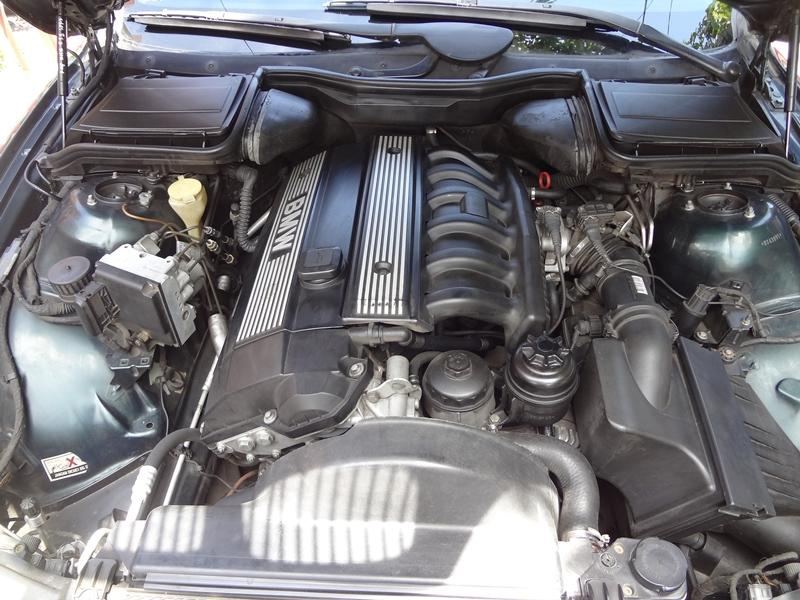
Sistema VANOS Singolo di un motore M52

Il VANOS singolo, più comunemente indicato semplicemente come VANOS, è stato il primo sistema VANOS ad essere stato regolarmente introdotto sulla normale produzione BMW. Ha esordito nel 1992 nei motori M50 da 2 e da 2.5 litri, montati su alcuni modelli della Serie 3 E36 e della Serie 5 E34.
Il VANOS singolo è così chiamato perché agisce unicamente sull'albero a camme relativo all'aspirazione, mentre quello relativo allo scarico è fisso.
Le fasi di funzionamento del sistema a VANOS singolo sono le seguenti: a bassi giri, la valvola di aspirazione viene ritardata nella sua apertura. Ad un range di giri intermedio e fino a circa 5000 giri/min la valvola di aspirazione subisce un deciso anticipo nell'apertura rispetto a prima, in modo da consentire un miglior riempimento del cilindro e garantire una buona dose di coppia motrice, in modo da contenere i consumi. Sopra i 5000 rpm, la valvola di aspirazione ritorna nella fasatura precedente, e cioè con apertura ritardata, in modo che, al posto della coppia, venga privilegiata la potenza, che a questo punto raggiunge i massimi valori.

### Doppio VANOS

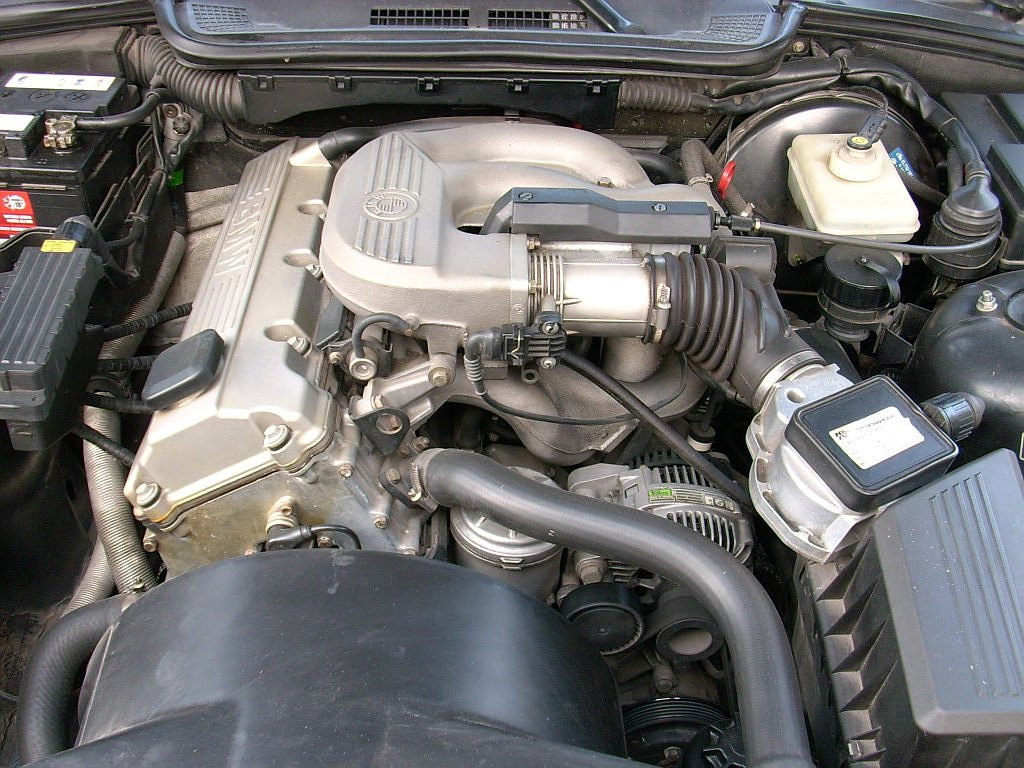
Il sistema VANOS Singolo e Doppio è presente su alcune BMW dotate di motore con distribuzione bialbero in testa. Quelle dotate di motore monoalbero, come questa BMW 316i E36 ne sono sprovviste

Nel 1995, BMW ha sviluppato un'evoluzione del sistema VANOS, denominato doppio VANOS, il quale, oltre ad agire sull'albero a camme lato aspirazione, agisce anche su quello lato scarico.
Ma non si tratta dell'unica differenza tra il VANOS semplice ed il doppio VANOS. Infatti, se il VANOS semplice modificava l'inclinazione dell'albero a camme solo in corrispondenza di tre distinti regimi di giri, il doppio VANOS effettua una regolazione continua dell'inclinazione dei due alberi a camme, sempre a seconda del numero di giri e della posizione dell'acceleratore. In questo modo si ha una flessibilità decisamente maggiore nell'adattamento degli alberi a camme a seconda del regime e del carico del motore. Inoltre, un'altra importante caratteristica del doppio VANOS sta nel sistema di ricircolo dei gas di scarico, che vanno ad alimentare nuovamente i gas in entrata. Ciò va a vantaggio dei consumi e delle emissioni inquinanti, sia per la flessibilità nell'adattamento della fasatura, sia per il fattore stesso del ricircolo dei gas in uscita, poiché in questo modo vengono fatti bruciare anche i gas incombusti che si sono venuti a trovare allo scarico.

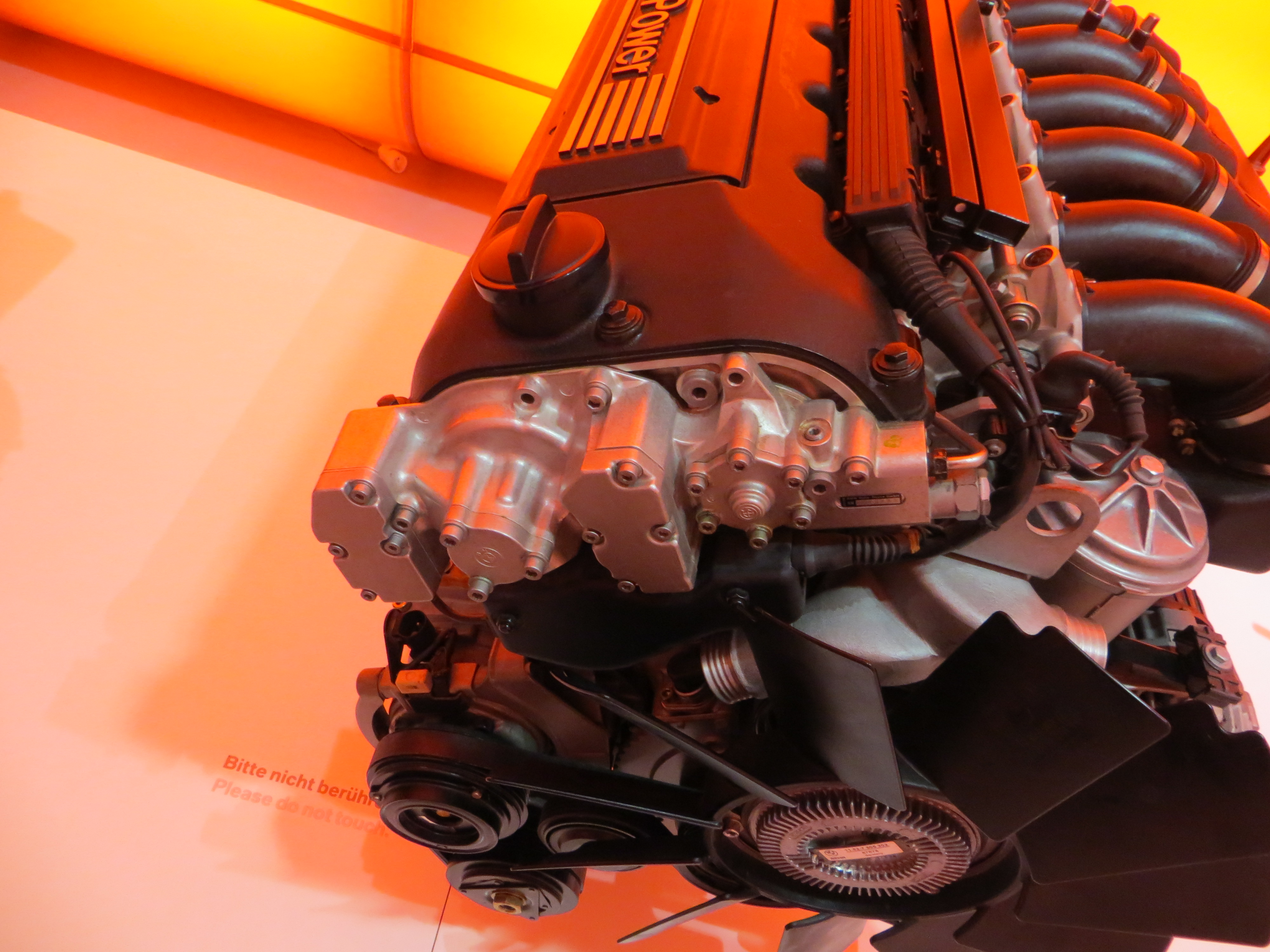
Dettaglio del sistema BMW Doppio VANOS su un motore S50B32

Il sistema doppio VANOS è stato introdotto per la prima volta sul motore S50B32 montato sulla M3 E36 Restyling. Da sottolineare anche la differenza fra il Vanos dei motori Mpower e i Vanos più semplici montati su altri motori Bmw, mentre i Vanos dei motori più comuni per il loro funzionamento utilizzano direttamente la pressione dell'olio motore 4-6 bar, quelli dei motori più sportivi (per esempio S50B32) hanno incorporato una pompa radiale a pistoncini che aumenta la pressione di esercizio del sistema idromeccanico a circa 80 bar, questo per aumentare la velocità di risposta dello stesso e di conseguenza la prontezza del motore.